# 劉寅 (弘治進士)
劉寅（1464年—？），字觐阳，四川成都府双流县民籍江西吉水县人，明朝政治人物。

## 生平
四川鄉試第四十一名舉人。弘治十二年（1499年）中式己未科會試第二百四十九名，三甲第一百九十七名進士。歷官宁国府知府，正德八年（1513年）九月升河南布政司右参政，九年正月考察降调。

## 家族
曾祖劉彦文；祖劉迪智；父劉昇，通判。母彭氏；继母黄氏。永感下。弟劉宸。